# Гедеон (Одорский)
Гедеон Одорский (1660-е — после 1715) — архимандрит Русской православной церкви, ректор Киево-Могилянской академии и «Славено-русской школы».

## Биография
Происходил из богатого западнорусского православного шляхетского рода. Сам Гедеон утверждал, что «в благочестивых церквах, Виленской Духа Святого и Минской Петра Святого, вкладчики прадеды и родители его издревле в каменных гробах своих тамо почивают». Отец Гедеона, Даниил (Довмонт) Монивид-Одорский был стольником и городничим Доненборским; в своих вотчинах Одорскове и Толочине он «честно» принимал боярина Бориса Петровича Шереметева и других русских сановников и пользовался особенной приязнью Шереметева. В 1687 году Даниил Одорский поселился в городе Киеве и в 1693 году умер на государевой службе «в обозе под Полтавой». 
Гедеон получил образование в латинских школах, Львовской иезуитской коллегии и закончил его в Ольмюце. В это время он перешел в унию и 16 лет оставался в этом исповедании. Приняв монашество по униатскому чину св. Василия, он «трудился и служил во всем по повелению старших униатских». Еще будучи за границей, он «во время Венской войны» обратил на себя внимание короля Яна Собесского; расположение короля он поддерживал панегириками, прославлявшими освободителя Вены, «сокрушившего силу рогатого азиатского змия» и «алмазом начертавшего своё имя в бессмертной книге». 
Как человек «ведомый» королевскому Двору Гедеон получил архимандрию св. Онуфрия в Мстиславле, а затем и привилегию на православную епископию Черниговскую и Белорусскую. Желая приобрести авторитет среди православных белорусов, Гедеон решил получить посвящение от Киевского митрополита и 1 марта 1690 года прибыл в город Киев. Одорский сначала думал скрыть свою «апостасию униатскую» и ни словом не обмолвился об этом на допросе в Киевской приказной избе. Но Киевские духовные и светские власти были осведомлены, что «номинат» Одорский, скрытый униат, не имевший «вольной елекции» от православной Белорусской паствы, «окольными, незаконными путями стремился получить епископский сан». Повредило ему и упоминание в королевской привилегии о Черниговской епархии, находившейся в пределах России и имевшей своего православного архиепископа. Одорский был отдан под строгий надзор, «заключен в узы». Он пытался поправить дело: заявил о своем присоединении к православию, «навеки отрекался» от титула Черниговского епископа, просил митрополита способствовать его избранию православными белорусами. Как раз в это время на приехавшего из-за рубежа Одорского пало подозрение в составлении «злого и вымышленного» анонимного письма на гетмана Мазепу, и «номинат» подвергся бы допросу под пыткой, если бы сам Иван Степанович Мазепа, считавший это письмо делом своих «домашних» врагов, не посоветовал отпустить Гедеона восвояси, «обнадежа Великих Государей милостью». 

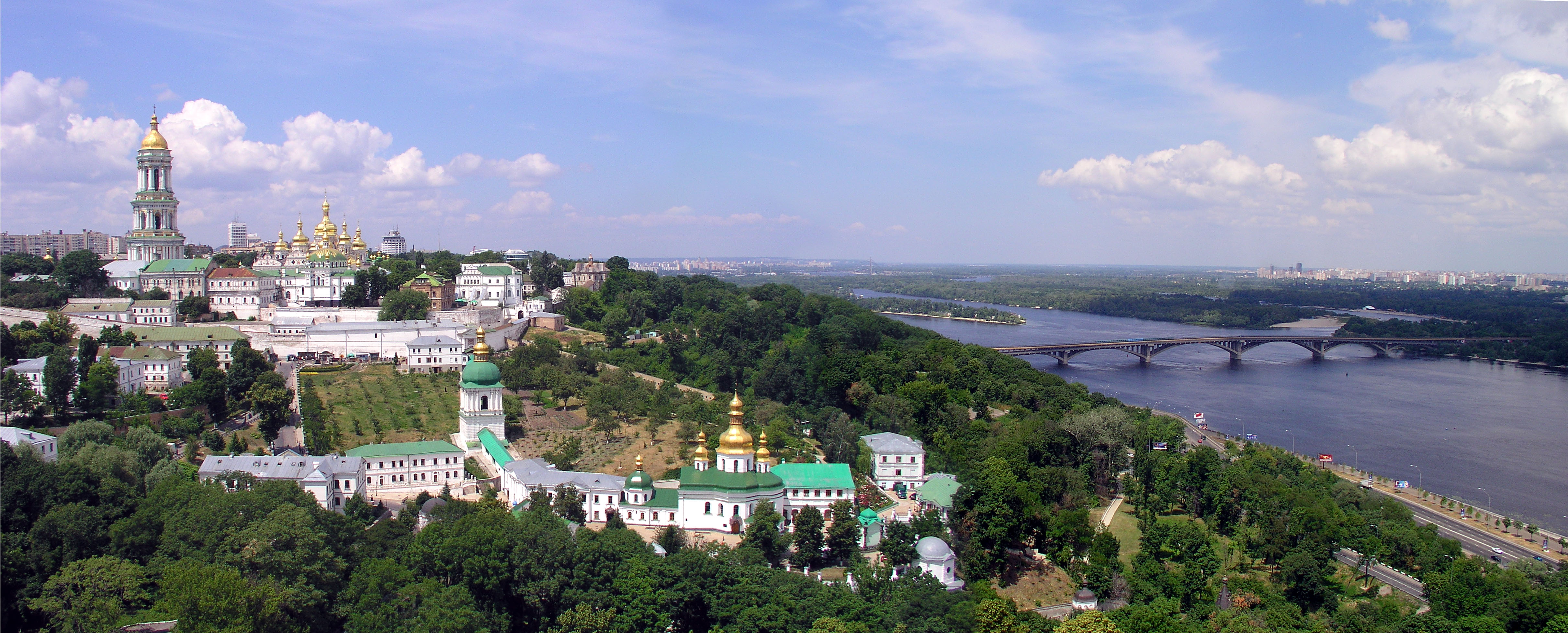
Киево-Печерская лавра

29 мая 1690 года Гедеон был отпущен под предлогом невозможности его посвящения за смертью митрополита и с обещанием посвятить его в епископы, если он добудет «вольную елекцию» от Белорусской православной паствы. Но Гедеон, раздраживший зарубежных униатов своим отречением от унии, остался в Киево-Печерской лавре. Было указано смотреть за Гедеоном, чтобы он был «в благочестии крепок и постоянен» и не сносился с людьми «с польской стороны». Лаврское начальство использовало талант европейски образованного и красноречивого неудавшегося епископа и возложило на него обязанности «казнодея», т. е. проповедника. «Через 25 лет», — писал впоследствии Петру І Алексеевичу Великому Одорский, — «на Киевских церковных амбонах выну в устех моих хвалу господа моего, Вашего Царского Пресветлого Величества, пред Богом и человеки исповедах». Одорский «ревностно в Киево-Печерской обители трудился» и приобрел благоволение митрополита Варлаама Ясинского и гетмана Мазепы. Для устройства своих денежных дел, осложнившихся вследствие доправки долгов с должников своего умершего отца, а главным образом с целью выдвинуться перед Московскими светскими и духовными властями, Гедеон в 1693 году с депутатами Киевских монастырей приехал в Москву, отрекомендованный гетманом и митрополитом как человек «честный и в учении добрый».
В Москве, уже получившей тогда вкус к южно-русской церковной риторике, Гедеон «чел поучение» и остался на 4 года, «от многих понужденный на славу Великих Государей потрудитися». Ловкий Гедеон делал все, чтобы понравиться в Москве. Он поднес царю «икону Богородичну с царскими лицами» с приложением виршей, которые он «на славу Великого Государя восписал»; для любознательного Петра он «видимый мир в сфери небесной на досках медных велел вырезать» и «богоданную царю Азовскую победу в лицах изобразил». Он сочинил похвальное слово в честь патриаршего ангела — мученика Адриана, причем восхвалял и прозой, и стихами не столько мученика, сколько патриарха, по всем правилам тогдашнего витийства и виршеслагания. «Высотою сана ты Едем вознесенный, красотою жития ты рай нареченный», — взывал Гедеон к Адриану, ссылаясь на небесную и на земную протекцию, — «покрый мя покровом ти Варлаамом (Ясинским) отдана, усердно молю гласом крове Адриана (т. е. мученика)». 
14 апреля 1697 года Гедеон был отпущен в Киев и выехал из Москвы в обозе на 15 подводах; но все его ухищрения не привели к цели; его униатское прошлое было «неизгладимым пятном», с точки зрения Московского православия, и он по-прежнему был оставлен под особым надзором. Но в Малороссии легче относились к грехам юности бывшего униатского номината. Благоволение митрополита и гетмана скоро доставило бывшему униату один из важнейших постов в южно-русской православной иерархии. 
Между 15 мая и 29 июня 1701 года Гедеон был назначен ректором Киево-Могилянской академии и игуменом Киево-Братского Богоявленского монастыря, но без кафедры богословия, которая, по-видимому, уже ранее была предоставлена племяннику митрополита Иннокентию Поповскому. 
Пользуясь милостью Мазепы, Гедеон выхлопотал универсалы, укреплявшие за Братским монастырем село Плясецкое и спорные с Межигорским монастырем угодья на Влуковом острове, а 21 мая 1703 года он получил и царскую жалованную грамоту, подтверждавшую гетманские универсалы и предоставившую Братскому монастырю право на владение дворами в Киеве в нижнем городе. При содействии Мазепы Гедеон начал постройку нового академического корпуса. В 1705 году Гедеон перешел на архимандрию в Крупицкий Николаевский монастырь близ Батурина, гетманской столицы, очевидно, по желанию Мазепы. 

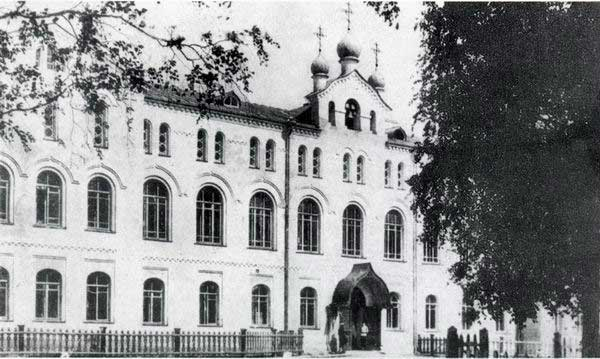
Архангельская духовная семинария

Однако близость к Мазепе не принесла добра Гедеону. Александр Меншиков, мстя за измену Мазепы опустошением Батурина, разрушил в Крупицком монастыре колокольню, кельи и гостиный двор. При окончательной ликвидации заговора Мазепы в 1712 году киевский губернатор князь Дмитрий Михайлович Голицын прислал в Москву в числе других мазепинцев и Гедеона, обвиненного в сношениях с Филиппом Степановичем Орликом. 
Царь повелел сослать Гедеона в Соловецкий монастырь. Но в Архангельске образованность опального архимандрита была использована в интересах местного духовного просвещения. Гедеон был сделан «ректором школ Архангелогородских». Через некоторое время Гедеон основал в приморье Архангельскую славяно-латинскую школу (впоследствии Архангельская духовная семинария), а в 1715 году стал её ректором.
Здесь он составил «Катехизис, еже с греческого толкуется вселенское оглашение веры и закона христианского, основанное на божественном писании Ветхого и Нового Завета, оглашенное проповедью и преданием апостольским, утверждённое правилами святых отец и вселенскими соборами, изъявленное в примории Архангельской пристани в школах Архангелогородских, в общую пользу всем православным христианам, в искоренение и Богу противного расколу, наипаче зде в примории чрез плевелосеятельного врага умножившегося"».